# 26 лютого
26 лютого — 57-й день року в григоріанському календарі. До кінця року залишається 308 днів (309 у високосні роки).

## Свята і пам'ятні дні

### Національні
- Україна: День кримського спротиву російській окупації (Відзначається відповідно до Постанови Верховної Ради України № 3807 від 2 лютого 2016 р. «Про відзначення пам'ятних дат і ювілеїв у 2016 році»)
- Кувейт: День визволення. (1991)

### Релігійні

#### Християнство
- День Блаженної Едігни

Православ'я:
- Святителя Порфирія, архієпископа Газького.
- Мученика Севастіана.

## Іменини
✙ Православні: Порфирій, Севастіан.
✝  Католицькі: Тома, Зоя

## Події
- 1616 — Галілео Галілей прийняв присуд інквізиції щодо повної відмови від теорії геліоцентризму, але нібито заявив: «Все ж таки вона обертається».
- 1815 — засланий на Ельбу Наполеон втік з острова, щоб почати своє друге правління.
- 1832 — реакція на Листопадове повстання: Микола I оголосив Королівство Польське нероздільною частиною Росії, скасовані елементи польської державності.
- 1878 — у Львові розпочався судовий процес над Іваном Франком за підозрою в пропаганді соціалізму.
- 1885 — закінчилась Берлінська конференція для обговорення розподілу Африки між європейськими державами.
- 1886 — у Горлівці А. Міненков та О. Ауербах добули першу в Російській імперії ртуть.
- 1895 — в Огайо (США) запатентували склодувну машину.
- 1921 — засновано Кам'янець-Подільський державний педагогічний інститут
- 1935 — Роберт Ватсон-Ватт продемонстрував британським ВПС технологію радара.
- 1936 — спроба державного перевороту групою військових Імперської армії Японії.
- 1939 — за винесеним вироком Воєнної колегії Верховного суду СРСР у Москві розстріляно перших осіб УСРР та КП(б)У — П. Постишева, С. Косіора та В. Чубара
- 1987 — англіканська церква дозволила жінкам бути священиками.
- 1992 — Україна встановила дипломатичні відносини з Фінляндією.
  - Ходжалинська різанина
- 2004 — Європейський парламент визнав сталінську депортацію чеченського народу актом геноциду.
- 2014 — День спротиву окупації Криму. Цього дня у Сімферополі відбувся мітинг українців та кримських татар на підтримку територіальної цілісності України та проти проведення позачергової сесії Верховної Ради Криму.

## Народились

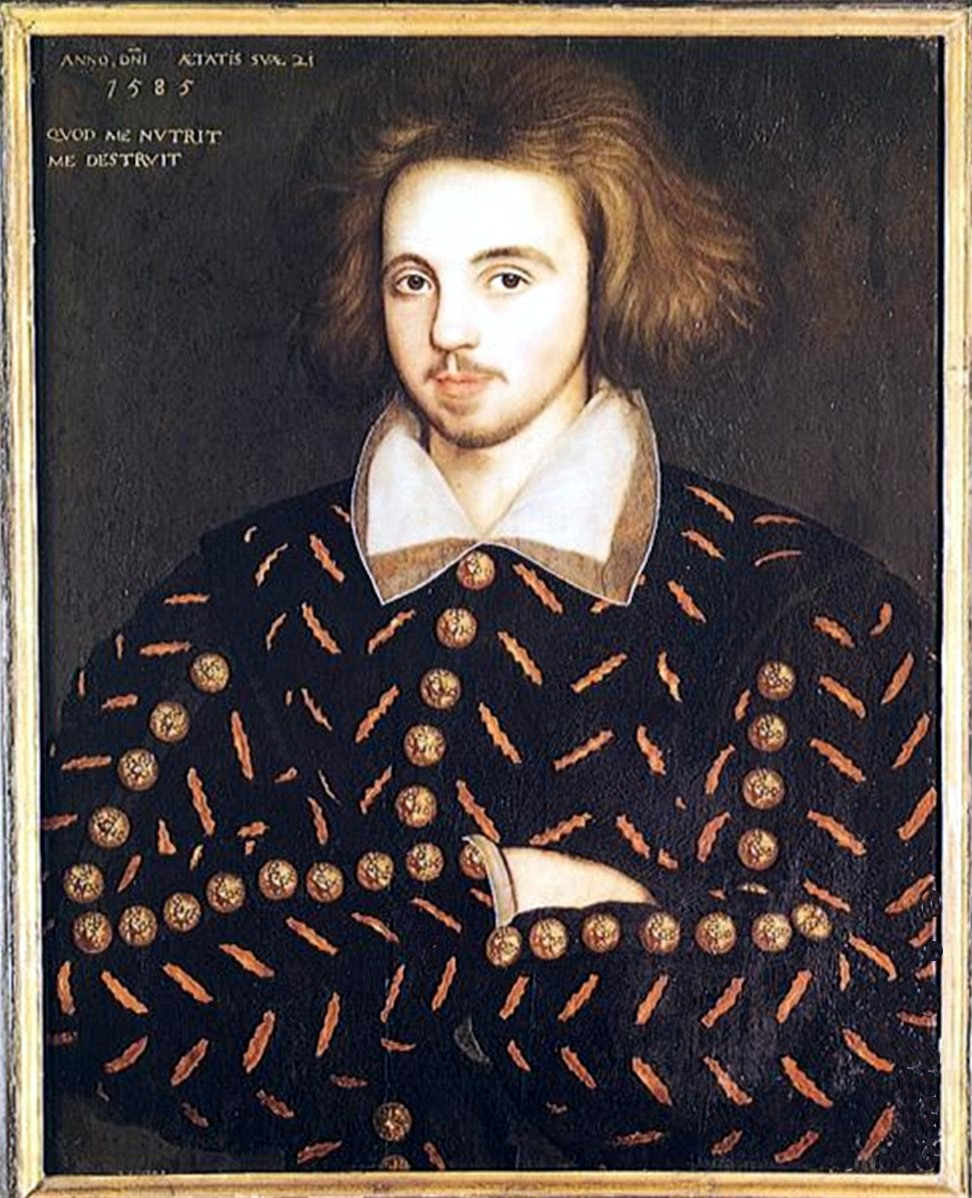
Крістофер Марлоу

Дивись також Категорія:Народились 26 лютого
- 1564 — Крістофер Марлоу, англійський драматург і поет, ймовірний співавтор Шекспіра.
- 1587 — Стефано Ланді, італійський композитор і педагог римської школи епохи раннього бароко. Зробив значний внесок у розвиток ранньої опери.
- 1770 — Антонін Рейха, чеський і французький композитор, теоретик музики, педагог.
- 1759 — Якоб Людвіґ, німецький філософ, економіст, філолог, професор Харківського університету.
- 1786 — Домінік Франсуа Араґо, французький фізик і політичний діяч.
- 1802 — Віктор Гюго, французький письменник.
- 1808 — Оноре Дом'є, французький художник, майстер сатиричного рисунку та літографії.
- 1817 — Василь Лазаревський, український громадський діяч, белетрист. Як і його брати, Василь Лазаревський брав активну участь у долі Тараса Шевченка.
- 1821 — Фелікс Зім, французький пейзажист, представник «барбізонської школи».
- 1829 — Леві Стросс, «батько джинсів».
- 1842 — Каміль Фламмаріон, французький вчений, автор «Популярної астрономії».
- 1846 — «Буффало Білл» (Вільям Фредерік Коді), американський розвідник у війнах Дикого Заходу, від якого пішла традиція ковбойських родео.
- 1849 — Леонід Позен, український скульптор-передвижник.
- 1876 — Поліна Мастерс (Голландія), найменша жінка на Землі (61 см зросту).
- 1892 — Петро Барановський, радянський архітектор-реставратор, археолог, який ще 1966 року публічно виступив із вимогою відбудови собору Михайлівського Золотоверхого монастиря в Києві
- 1898 — Кость Степовий-Блакитний, отаман Степової дивізії, головний отаман Холодного Яру.
- 1903 — Джуліо Натта, італійський хімік. Лауреат Нобелівської премії з хімії (1963).
- 1928 — Фетс Доміно, зірка американського рок-н-ролу.
  - Арієль Шарон, військовик та політик, прем'єр-міністр Ізраїлю.
- 1931 — Олександр Врабель, народний артист України, співак (баритон).
- 1932 — Джонні Кеш, американський співак кантрі.
- 1933 — Любомир (Гузар), Митрополит УГКЦ, кардинал.
- 1943 — Казимира Прунскене, литовський економіст і політик, перший прем'єр-міністр Литви після відновлення незалежності.
- 1953 — Майкл Болтон, американський співак і автор пісень.
- 1954 — Реджеп Тайїп Ердоган, прем'єр-міністр Туреччини (2003—2014), президент Туреччини з 2014 року.
- 1958 — Мішель Уельбек, французький письменник, співак, сценарист, кінорежисер. Лауреат Дублінської літературної премії (2002), Гонкурівської премії (2010) та інших.
- 1974 — Костянтин Сімчук, український хокейний воротар.
  - Себастьян Льоб, французький автогонщик, дев'ятиразовий чемпіон світу, рекордсмен за кількістю перемог та очок у класі WRC.
- 1986 — Сергій Цимбал,  український військовик, вояк батальйону «Київська Русь» Збройних сил України. Герой України.

## Померли
Дивись також Категорія:Померли 26 лютого
- 1109 — Едігна, блаженна РКЦ та УГКЦ, онучка Ярослава Мудрого.
- 1548 — Лоренціно Медічі, італійський політик та письменник («Апологія»).
- 1770 — Джузеппе Тартіні, італійський скрипаль та композитор.
- 1771 — Гельвецій, французький літератор і філософ-матеріаліст.
- 1821 — Жозеф де Местр, франкомовний (підданий Сардинії) католицький філософ, літератор, політик і дипломат.
- 1834 — Алоїс Зенефельдер, винахідник літографії.
- 1894 — Крижанівський Данило Якович український композитор, педагог.
- 1901 — Луцина Цвєрчакевичова, польська журналістка, автор кулінарних книг і посібників про ведення домашнього господарства.
- 1905 — Марсель Швоб, французький письменник-символіст та перекладач.
- 1961 — Карл Альбікер, німецький скульптор, графік і педагог.
- 1969 — Карл Ясперс, німецький філософ.
- 1971 — Фернандель, французький кіноактор-комік.
- 1973 — Степан Шкурат, український актор театру і кіно.
- 1994 — Білл Хікс, американський стенд-ап комік, соціальний критик, сатирик і музикант.
- 1998 — Теодор Вільям Шульц, американський економіст, лауреат Нобелівської премії з економіки.
- 2005 — Джеф Раскін, автор ідеї комп'ютера Macintosh.